# Смирнов, Александр Петрович (футболист)
Александр Петрович Смирнов (12 апреля 1996, Кирс, Кировская область, Россия) — российский футболист, защитник клуба «Кубань».

## Карьера
Начинал заниматься в республиканской ДЮСШ по футболу Сыктывкара. Играл в мини-футбольном «Бумажнике». С 2012 года — в «Локомотиве» Москва. В сезонах 2014/15 — 2015/16 провёл 24 матча, забил четыре гола в молодёжном первенстве. В 2016—2017 годах за «Долгопрудный» в первенстве ПФЛ в 25 матчах забил два гола. После кратковременного пребывания в любительском «Спортакадемклубе» перешёл в хорватский «Новиград», в составе которого провёл 16 матчей, забил два гола и занял последнее место во второй лиге 2017/18. Перед сезоном 2018/19 перешёл в «Химки». Финалист Кубка России 2019/20. 4 августа подписал контракт с «Ростовом».
Принимал участие в летней Универсиаде 2015 года в корейском Кванджу.